# NGC 4141
NGC 4141 ist eine Balken-Spiralgalaxie mit ausgedehnten Sternentstehungsgebieten vom Hubble-Typ SBc im Sternbild Großer Bär am Nordsternhimmel. Sie ist schätzungsweise 89 Millionen Lichtjahre von der Milchstraße entfernt und hat einen Durchmesser von etwa 35.000 Lichtjahren.

Im selben Himmelsareal befindet sich u. a. die Galaxie NGC 4149.
Die Supernovae SN 2008X (Typ-II) und SN 2009E wurden hier beobachtet.
Das Objekt wurde am 17. April 1789 von William Herschel entdeckt.